# MeToo: Sexisme bag skærmen
|  | Denne artikel er oprettet af botten Steenthbot ud fra en ekstern database. Den kan derfor have sproglige fejl eller mangler. Denne skabelon kan fjernes efter kontrol af indholdet. |

MeToo: Sexisme bag skærmen er en dansk dokumentarfilm fra 2021 instrueret af Line Ritz og Ole Tornbjerg.

## Handling
Afsnit 1
En tidligere journalistpraktikant på TV 2 bliver involveret i en seksuel relation til en chef. Hun oplever, at relationen udvikler sig skævt, og hun føler sig ydmyget og udsat for en magtdemonstration. 
```
Afsnit 2
```

Flere fremtrædende TV 2-profiler står frem og fortæller om en stærkt seksualiseret tone hele vejen op i toppen af TV 2s nyhedsorganisation igennem tyve år.
Afsnit 3 
Sagen om Jes Dorph-Petersens ageren overfor to journalistpraktikanter på TV 2 er en af årets mest omtalte sager. Nu står de to daværende journalistpraktikanter frem for første gang og fortæller deres version.